# Miraklet i New York
Miraklet i New York (engelska: Miracle on 34th Street) är en amerikansk julfilm från 1994 i regi av Les Mayfield. I huvudrollerna ses Richard Attenborough, Mara Wilson, Elizabeth Perkins och Dylan McDermott. Filmen är en nyinspelning av Det hände i New York från 1947. Det finns även en version från 1973. 

## Handling
Varuhuset Coles tomte har uppträtt berusad och man måste snabbt hitta en ny tomte. En man som kallar sig för Kris Kringle dyker passande nog upp, han gör ett sådant bra jobb att han direkt blir anställd som tomte. 
Alla barn tror att han verkligen är jultomten, alla utom 6-åriga Susan Walker. När hon har Kris som barnvakt en kväll anförtror hon honom vad som är hennes högsta önskan. Kris frågar henne om hon skulle börja tro på tomten om hennes önskningar blev sanna, och hon säger att det skulle hon. Men det är fler som har svårt att tro på tomten...

## Rollista i urval
- Richard Attenborough - Kris Kringle
- Elizabeth Perkins - Dorey Walker
- Dylan McDermott - Bryan Bedford
- Mara Wilson - Susan Walker
- J.T. Walsh - Ed Collins, advokat
- Simon Jones - Donald Shellhammer, chef på Coles varuhus
- Joss Ackland - Victor Landberg
- Jack McGee - Tony Falacchi, den berusade tomten
- James Remar - Jack Duff, kollega till Victor Landberg
- Jane Leeves - Alberta Leonard, kollega till Victor Landberg
- William Windom - C.F. Cole, Coles ägare
- Robert Prosky - Domare Henry Harper
- Allison Janney - kund hos Coles